# 野宮任裕
野宮 タカヒロ（野宮 任裕、のみや たかひろ、1990年4月27日 - ）は、日本の作曲家・シンガーソングライター。青森県出身。

## 来歴
青森公立大学卒業。中学生時代にアコースティックギターを始め、高校生の時に初めて組んだバンドではギターを担当。大学生時代はギター・ボーカルとして活動。大学卒業後は新卒で就職するが、音楽活動の再開のため辞職し上京。
ハードロック・メタルバンドにて作曲とギターを担当。脱退後は作曲家・シンガーソングライター・音楽プロデューサーとして活動。
音楽プロデューサーを務めるTokyo Cowboys の作品The Benza、Benza Englishにてサウンドトラックが世界配信されている。
短編映画The Benzaのテーマソングとしてタートルズの「Happy Together」をカバーアレンジ、監修。2019年1月15日、オーストリアのiTunesチャート1位を獲得。Benza Englishの挿入歌「Happy Drunk」は2020年4月26日、日本のiTunesチャートで3位を獲得。

## 音楽

### The Benza Series 1- Original Soundtrack
オンデマンド配信ドラマThe Benza Series 1のために制作されたテーマソングEP。
2019年4月27日よりiTunes Store、Amazon、Google Play Musicなどで配信された。発売レーベルはTokyo Cowboys。
収録曲
1. The Benza Theme -Opening Theme- / The Benza Cast (2:47)
作詞：クリス・マッコームス
作曲：野宮タカヒロ
歌唱：カイル・カード、クリス・マッコームス
8bitサウンドから始まるオープニングテーマ曲
2. Montage With Me / The Benza Cast (3:06)
作詞：クリス・マッコームス
作曲：野宮タカヒロ
歌唱：カイル・カード、クリス・マッコームス、川畑誠仁
The Benza Series 1の第2話挿入曲
3. Running Around / The Benza Cast (3:03)
作詞：クリス・マッコームス
作曲：野宮タカヒロ
歌唱：カイル・カード、クリス・マッコームス、白いんこ、川畑誠仁、野口径、ヤンニ・オルソン
The Benza Series 1の第5話挿入曲
4. Step Foward Again -Ending Theme- / Fossilize (4:26)
作詞：クリス・マッコームス、野宮任裕
作曲：野宮タカヒロ
歌唱：野宮タカヒロ
80年代サウンドのエンディングテーマ曲

### Happy Together (The Turtles Cover)
2020年1月15日 オーストリアのiTunes Storeにて1位を獲得。
収録曲
1. Happy Together
作詞・作曲：ゲイリー・ボナー、アラン・ゴードン
編曲：野宮タカヒロ
歌唱：カイル・カード、クリス・マッコームス、白いんこ

### Benza English Series 1 Original Soundtrack
収録曲
1.  Happy Drunk / The Benza Cast (1:26)
作詞：クリス・マッコームス
作曲：野宮タカヒロ
歌唱：川畑誠仁 and The Benza Cast
Benza English Series 1の第３話挿入曲
2. Cool Samurai / The Benza Cast (3:41)
作詞：クリス・マッコームス
作曲：野宮タカヒロ
歌唱：アレクサンダー・ハンター
Benza English Series 1のデイビットのテーマソング
3. 君の光 / The Benza Cast (1:35)
作詞：クリス・マッコームス,Mitsugi
作曲：Mitsugi
歌唱：ハンナ・グレース
Benza English Series 1のステファニーのテーマソング
4. Sticks and Stones / The Benza Cast  (1:07)
作詞：クリス・マッコームス
作曲：野宮タカヒロ
歌唱：デイビット・マシコ、野口径子、シェイナ・キンバリー
5. We Believe in We  / The Benza Cast  (1:13)
作詞：クリス・マッコームス
作曲：野宮タカヒロ
歌唱：デイビット・マシコ、カイルカード、クリス・マッコームス
6. Special to Me / The Benza Cast  (1:07)
作詞：クリス・マッコームス
作曲：野宮タカヒロ
歌唱：デイビット・マシコ、シズカ・アンダーソン

## 出演

### MV
- Edge Of Blacksmiths「Remnant of the War」（2017年）[9]

## 受賞歴
| Award                                       | Category                 | Nominee(s)                      | Result     |
| ------------------------------------------- | ------------------------ | ------------------------------- | ---------- |
| Seoul Webfest 2018                          | Best Song                | The Benza "Happy Together"      | ノミネート |
| Seoul Webfest 2018                          | Best Song                | The Wheel "Life is Calling You" | ノミネート |
| Festigious International Film Festival 2019 | Best Song                | The Benza "Running Around"      | 受賞       |
| New Jersey Web Fest 2019                    | Best Theme Song          | The Benza                       | ノミネート |
| International Online Web Fest 2019          | Best Original Soundtrack | The Benza                       | 受賞       |